# سیلیسبرگ
سیلیسبرگ (به لاتین: Seelisberg) یک بخش در سوئیس است که در کانتون اوری واقع شده و جمعیت آن ۶۳۳ نفر است.